# Uniola
Uniola là một chi cỏ thuộc họ Poaceae. 
Chi này có các loài sau:
- Uniola condensata
- Uniola paniculata (Sea oats)

## Hình ảnh

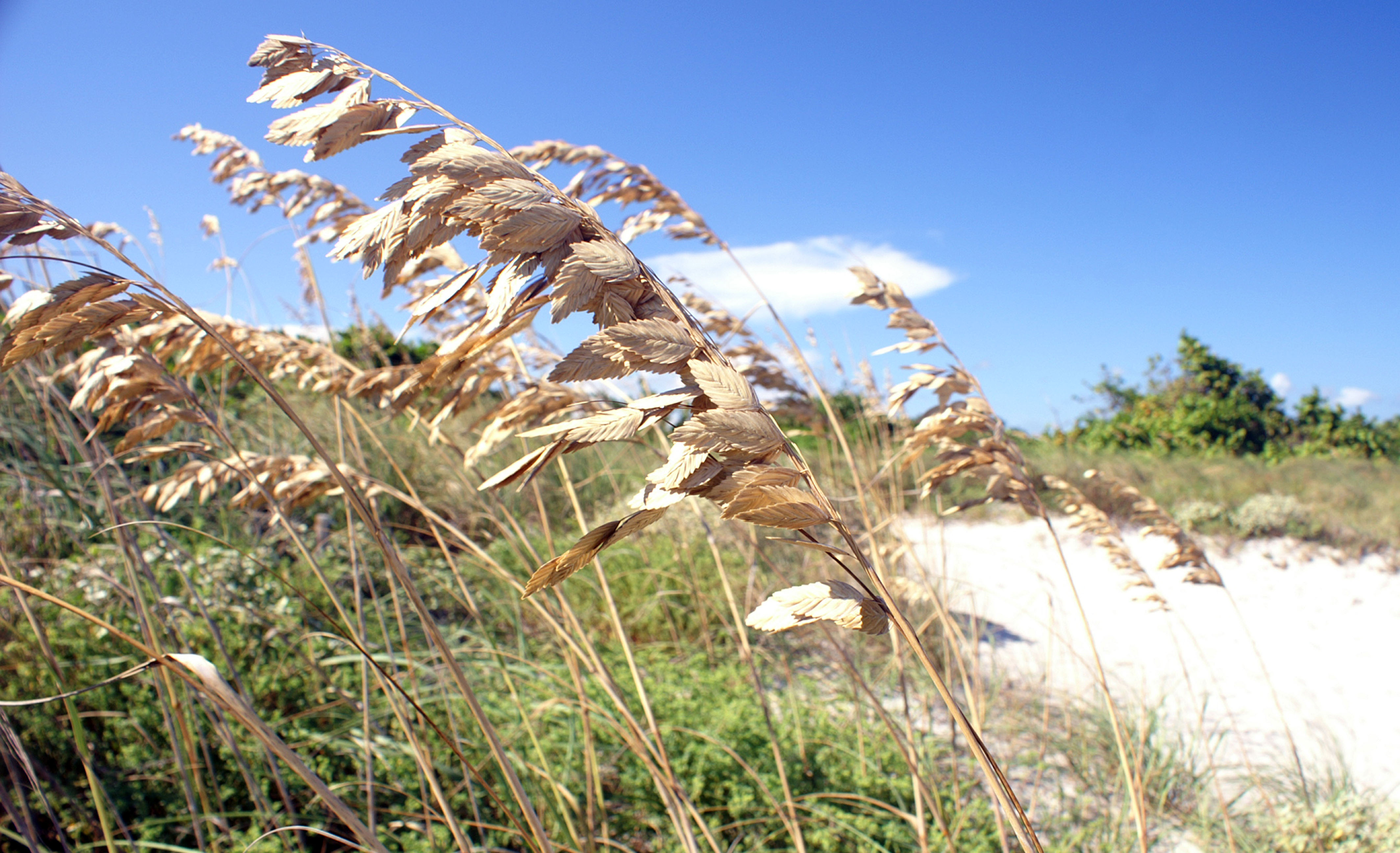
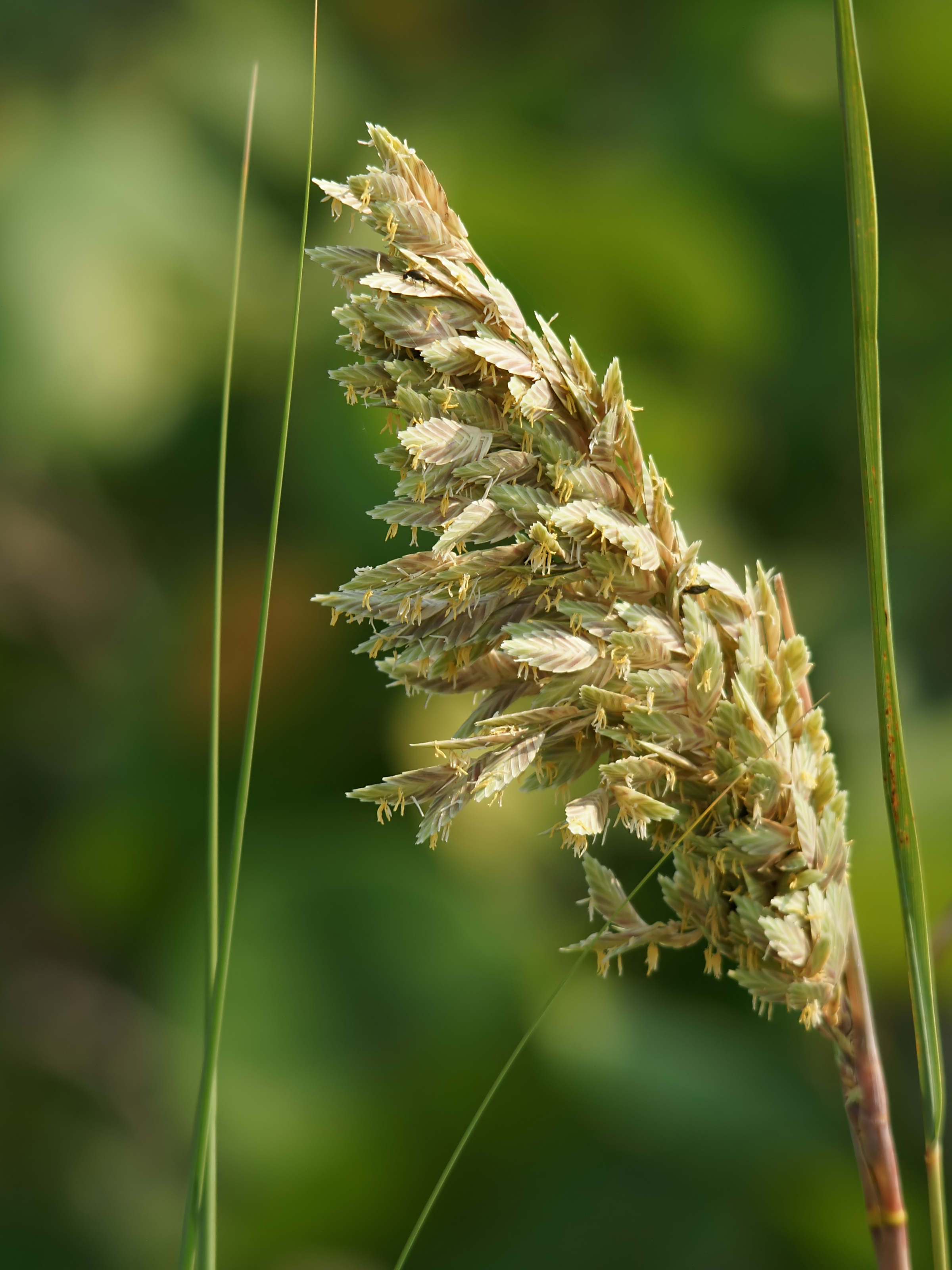
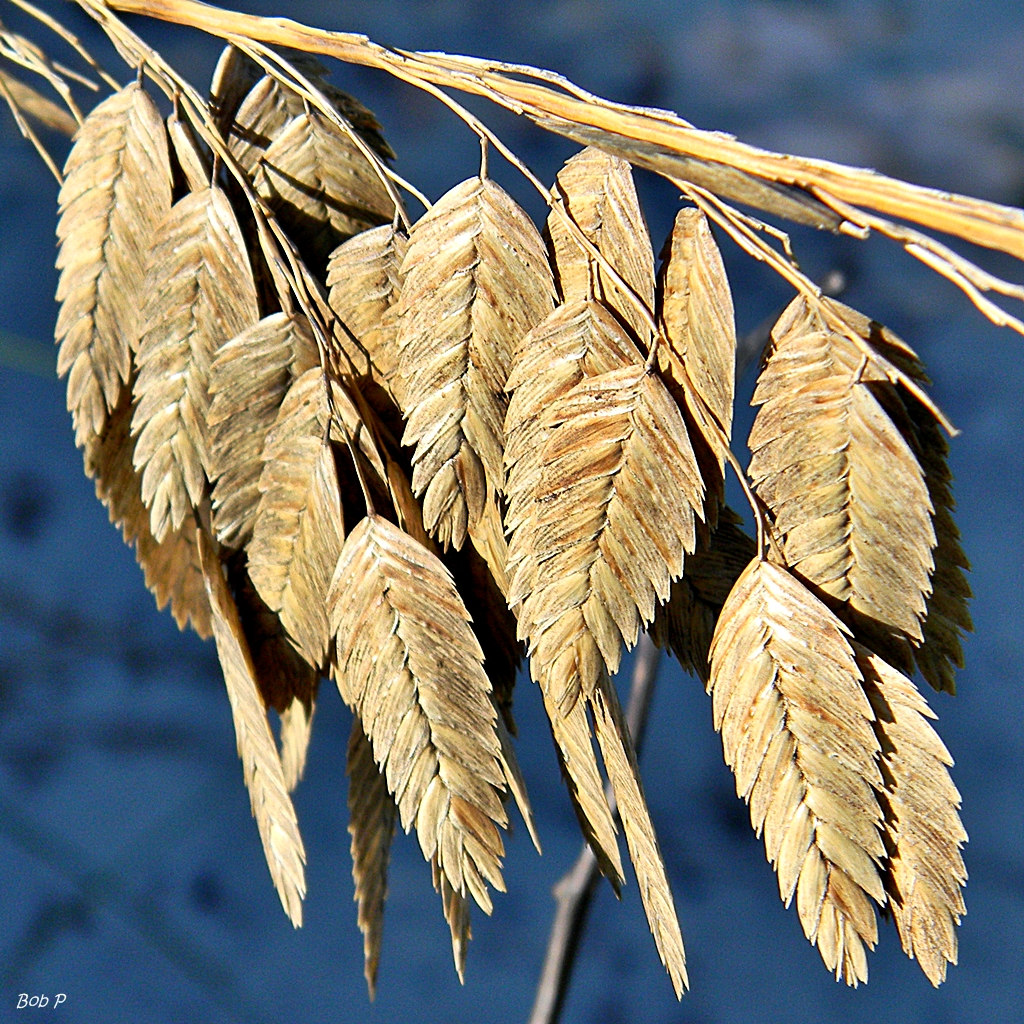